# ヘルムスオオズコツノクワガタ

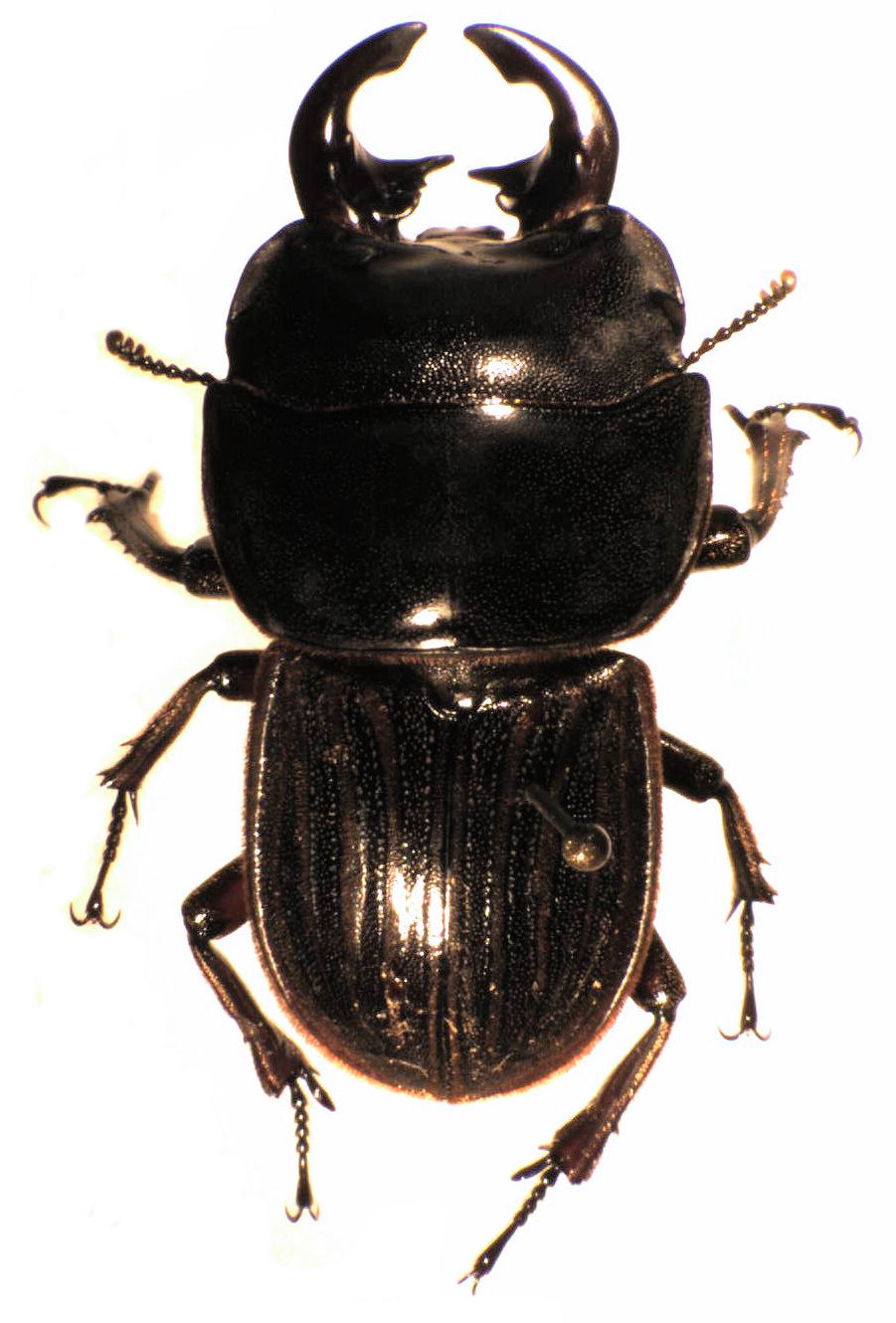
ヘルムスオオズコツノクワガタ♂の標本

ヘルムスオオズコツノクワガタ（Geodorcus helmsi）は、コウチュウ目、クワガタムシ科、オオズコツノクワガタ属に属するクワガタムシ。
オオズコツノクワガタ属(Geodorcus)最大種でありニュージーランド産クワガタムシ科の最大種でもある。
ニュージーランドを代表する昆虫の1つで、Helms's stag beetleあるいはHelms's beetleと呼ばれ、ニュージーランド発行の昆虫が掲載された書籍の多くに本種が紹介されている。
Geodorcus属では最も分布が広く地域によっては個体数は少なくなく、ニュージーランドの書籍でも普通種とされている。しかし地上に出て活動することが少ないため生息地を訪れても偶然見かけることは稀で、確実に観察するには正確な生息環境と生態についての知識が必要である。
形態：♂17.5-44.0mm ♀16.5-27.5mm(Fauna of New Zealand : Lucanidae, B. A. Holloway, 2007)。
ただし♂44.0mmは古い時代に採集された例外的に巨大な個体（ニュージーランド南島南部 InvercargillのSouthland Museum所蔵）であり、現在では40mmを超える個体は稀である。
また、♀はその後の調査で31.0mmに達する個体が発見されている。
ニュージーランド南島本土の大部分の産地では個体数が少なく、20mm-30mmの中-小型個体が大部分で35mmを超える大型個体は非常に少ない。
厚い腐植土に覆われた林床を持つ原生林がよく保存されているスチュアート島(Stewart Is.)では個体数が多く、35mmを超える個体も比較的普通に見られる。
形態：♂の頭部が非常に大きく、大型個体では異常に大きく発達する。前胸も非常に幅広く前方に向けて逆台形に広がる。前述の44mmの個体の前胸幅は21.5mmもあり、体長に対する比率は前胸幅が非常に広いことで有名なアルキデスヒラタクワガタ(Dorcus alcides)短歯型を上回る。
♂の大腮は太く強大で内歯は左右非対称。内上方に強く湾曲し、基部から斜下方へ伸びる長大で鋭く尖った内歯の他、数個の小さな内歯を備える。強大な大腮と巨大な頭部に収まっている太い筋肉のため噛む力が強く、30mm前後の大きくないクワガタムシでありながら大人の指に噛みついて穴をあけ、出血させることがある。本種以外で大人の指に噛みついて出血させることができるニュージーランド原産のクワガタムシはGeodorcus servandusだけである。
♀の大腮も左右非対称で鋭く尖った先端と2個の内歯を具える。
脚は長く頑丈で、特に前脛節はよく発達して地中を掘り進むのに適した形態になっている。脛節はほぼ直線的で湾曲しない。
跗節と爪も頑丈で、後述のように樹に登るのも得意である。
♂♀ともに背面が強く膨らみ身体は厚みがある。横幅もあるので体長の割に迫力のあるクワガタムシである。
♂の体表は滑らかで光沢がある。上翅には短い毛が密生し、縦条を成す。♀の光沢は鈍い。
本属の全ての種に共通する特徴として厚く硬い鞘翅（前翅）が融合し、後翅が退化しているので飛翔できない。それにも関わらず、甲虫王者ムシキングでは飛翔シーンが多数存在する（ゲームのシステムの都合上、そうなってしまう）。
産地により体型、大腮、上翅の隆条などに別亜種として分類できるほどの顕著な地方変異が見られるが、系統立った研究は進んでいない。

## 分布
ニュージーランド南島西海岸から南海岸を経て南東海岸まで、およびスチュアート島(Stewart Is.)の低地から丘陵、山腹にかけてのナンキョクブナを主体とする原生林に点々と分布するが、環境の変化によって絶滅したと思われる産地も多い。南島における分布の北限は島の北端に近いMangarakau付近、東はDunedin付近まで、南は南端のThe Bluffまで分布する。一般に北部では少なく、南部に行くほど個体数が多くなる傾向が見られる。低地から中山帯にかけての森林地帯に多く見られるが、岩場に矮小な樹木と草が生える高地からの観察例も報告されており、最高で標高1552mからの記録（Skippers Range, Fiordland）がある。高地の個体群は低地の個体群と形態に差があるとの指摘があるが、後述する厳しい保護政策により研究は進んでいない。

## 生態
林床に草やシダが少ない風通しのいい森林に棲息し、特にナンキョクブナを主体とする明るい広葉樹林を好む。
生涯の大部分を腐植土中で過ごす。腐植土が深い場所では深さ1m以上の深所に棲息することもある。
高地に分布する個体群は矮小な樹木が混じる草地の、植物の根際や岩の下に棲息していると思われる。
成虫は地上に出ることは少ないが、深夜に深い坑道を出て大木の根元や地上を歩行している個体が見られることがある。
一部の地域では活動期の終わり（秋）にナンキョクブナの樹幹に登って樹皮を齧り、樹液を摂食する行動が観察される。
稀にナンキョクブナの根際に掘った小室や、Puriri moth(Aenetus virescens)の幼虫により樹幹に穿たれた孔に潜む個体が見られる。
本属で地上に出て樹液を摂食する行動が確認されている種は本種とG. novaezealandiaeだけで、他の種は地上での後食の観察例がない。
本種はニュージーランドでは冬にあたる6月上旬にキノコの1種に多数の個体が集まって摂食する様子が観察されている。
樹液の摂食が観察されていない種も植物の根などの地下部、落下した果実、キノコ、他の昆虫など環境に応じた広範な食性を持っている可能性がある。
幼虫は冷たい深い腐植土中で長い年月をかけて成長する。終令幼虫になってから蛹化までに少なくとも2年を要することが確認されている。
長い幼虫期間と比較して成虫になってからの生存期間はさほど長くないと推測され、1年から2年程度と推測されている。
成虫の天敵はヨーロッパから浸入したネズミ類やオポッサムなどで、倒木下などに捕食され齧られた♂の頭部がよく見られる。
幼虫の天敵はネズミ類、オポッサム、鳥などで、大型のゴミムシにも捕食される。
しかし地中深くに棲息する本種にそれら天敵はさほど脅威にはなっておらず、存続を脅かす主な原因は伐採や工事による広葉樹林の破壊である。
棲息環境の変化に敏感で、棲息地の林床に草やシダが密生して暗く風通しが悪くなると移動または死滅して姿を消す。
幸い20世紀中期以降ニュージーランド政府は固有生物保全のため国有地はもちろん私有地においても原生林の新規伐採を制限しているので現在残っている生息地と本種の存続は楽観的に見られている。

## 近縁種
オオズコツノクワガタ属(Geodorcus)は本種の他に下記9種が記録されており、全てニュージーランドの固有種である。Geodorcus属はオーストラリアに分布するLissotes属に近縁と考えられ、1996年にDr. B. A. Hollowayによって新属として分離されるまではLissotes属に含められていた。発見と記載自体は古く模式種G. novaezealandiaeは1845年、本種G. helmsiは1881年に記載されている。
- G.alsobius : ♂21.0-27.0mm ♀21.0-23.7mm。本属では小型の種で身体は幅狭く薄い。極めて分布域が狭い種で北島Coromandel半島北端のMt. Moehauのやや乾燥した明るい森林に棲息する。成虫も幼虫も朽ちた倒木下などに見られるが個体数は非常に少ない。

- G.auriculatus：♂21.1-29.0mm ♀19.0-20.1mm。中型の種で身体は薄いが幅広いので体長の割には迫力がある。北島Coromandel半島北部からThames〜Te Aroha付近にかけての広範囲に分布するが極めて生息密度が低い。古い時代には標高の低い山麓でも見られたというが近年の記録は山頂や山頂に近い稜線などに限られる。やや乾燥した環境を好み倒木や石の下に潜む個体や地面を這っている個体が観察されている。

- G.capito : ♂17.0-27.0mm ♀15.0-19.5mm。G. helmsiにやや似た小型の種で頭部は大きいが前胸幅はやや狭い。♀の大腮先端が尖らないという特徴がある。♂♀ともに体表の光沢は強い。南島本島から東へ約900km離れた離島、Chatham Is.に分布。原生林の林縁など明るい森林に棲息する。個体数は少なくないが、通常森林内の深いコケや腐葉土に潜っていて見つけにくい。深夜に地上に出て苔の上などに静止している個体が見られる。島で唯一豊かな原生林が保存されている、南端の私有地にのみ棲息しており、入域して観察するには地主の許可が必要である。

- G.novaezealandiae : ♂12.0-21.5mm ♀11.0-17.4mm。本属の模式種かつ本属で最も小型の種。他種より飛び抜けて小さく、♂の大腮も短い特異な種。体表の光沢は弱い。北島南東部の低山地の明るい森林に棲息する普通種。保存状態のいいナンキョクブナの森林があれば牧場や公園にも見られる。基本的な生活圏は地中だが倒木下や樹木の根際の地表付近など見つけやすいところに多いので観察は容易。ナンキョクブナの根際や幹の低い部分から出る樹液を摂食している様子もよく観察されている。

- G.ithaginis : ♂25.5-32.8mm ♀20.0-22.5mm。本属で3番目に大きくなる種。北島北東部の小さな離島、Mokohinau諸島に分布。観察例は少ない。極めて小さな島のため個体数は非常に少ないと思われる。

- G.montivagus : ♀21.1mm。南島中北西部 Victoria Rangeの奥地の高所から得られた1♀が知られるのみで、形態に種の特徴が顕著に現れる♂は未知で詳細は不明。唯一の標本が得られた場所は明瞭な登山道が無い険しい奥山で、最初の発見以後の調査はまだされていない。

- G.philpotti : ♂20.5-29.0mm ♀17.0-23.0mm。G. helmsiにやや似た中型の種。体表は光沢が鈍く、基部に太く鈍い内歯を持つ大腮と内側へ強く湾曲した前脛節により容易に識別できる。上翅には明瞭な隆条がある。南島南東部Fiordland のHump Ridgeおよび近隣の山々の山麓から中腹にかけての原生林および山頂・稜線の草原に見られる。棲息地までかなりの距離を歩く必要があるが個体数は少なくなく、倒木下や石下に潜んでいることが多いので観察は容易。

- G.sororum : ♂18.5-28.5mm ♀19.4-24.5mm。中型の種。体表の光沢は強い。身体が非常に厚く幅広く、大腮が太短いので体長の割に体積があり大きく見える。Chatham諸島に属する小島、Middle Sister Is.に分布。この島は多数のオーナーが共同で所有する私有地。

- G.servandus : ♂24.0-35.0mm ♀23.4-26.5mm。G. helmsiに次ぐ大型種で形態もやや似るが♂は体型や大腮の形状、内側に湾曲した前勁節や先端が太くなる中・後脛節により区別は容易。体表に光沢があり上翅には幅広く弱い隆条が認められる。上翅の毛はほぼ均一に生え明確な縱条にならない。♀は光沢がやや鈍く、G. helmsiの♀に似るが体型や内側にやや湾曲する前脛節などで区別できる。南島中西部のMt. Tuhua山頂で1960年にCelmisia属の株の下から発見された4♂3♀のみが知られる。